# Alexander Nevskikerk (Knjazje Ozero)
De Kerk van de Heilige Grootvorst Alexander Nevski (Russisch: Церковь Александра Невского в Княжьем Озере) is een Russisch-orthodoxe kerk in het Russische dorp Knjazje Ozero. Knjazje Ozero is gelegen in het district Istrinski van de oblast Moskou, twee kilometer ten westen van het dorp Pavlovskaja Sloboda (vlak bij de M9, de snelweg Moskou-Volokolamsk).
De bouw van de kerk begon in 2005 en stond onder leiding van de Russische filantroop en zakenman Sergej Sjmakov. Op 15 september 2009 werden de in totaal negen koepels en even zoveel kruisen gewijd en geplaatst. Op 6 juni 2010 bracht patriarch Kirill een bezoek aan de kerk. De bronzen klokken, waarvan de grootste 4.500 kg weegt, werden gegoten in Moskou en op 21 april 2011 in de toren gehangen.
Om de kerk ligt een stenen omheining met een fraai poortgebouw, bekroond met drie uivormige torentjes.

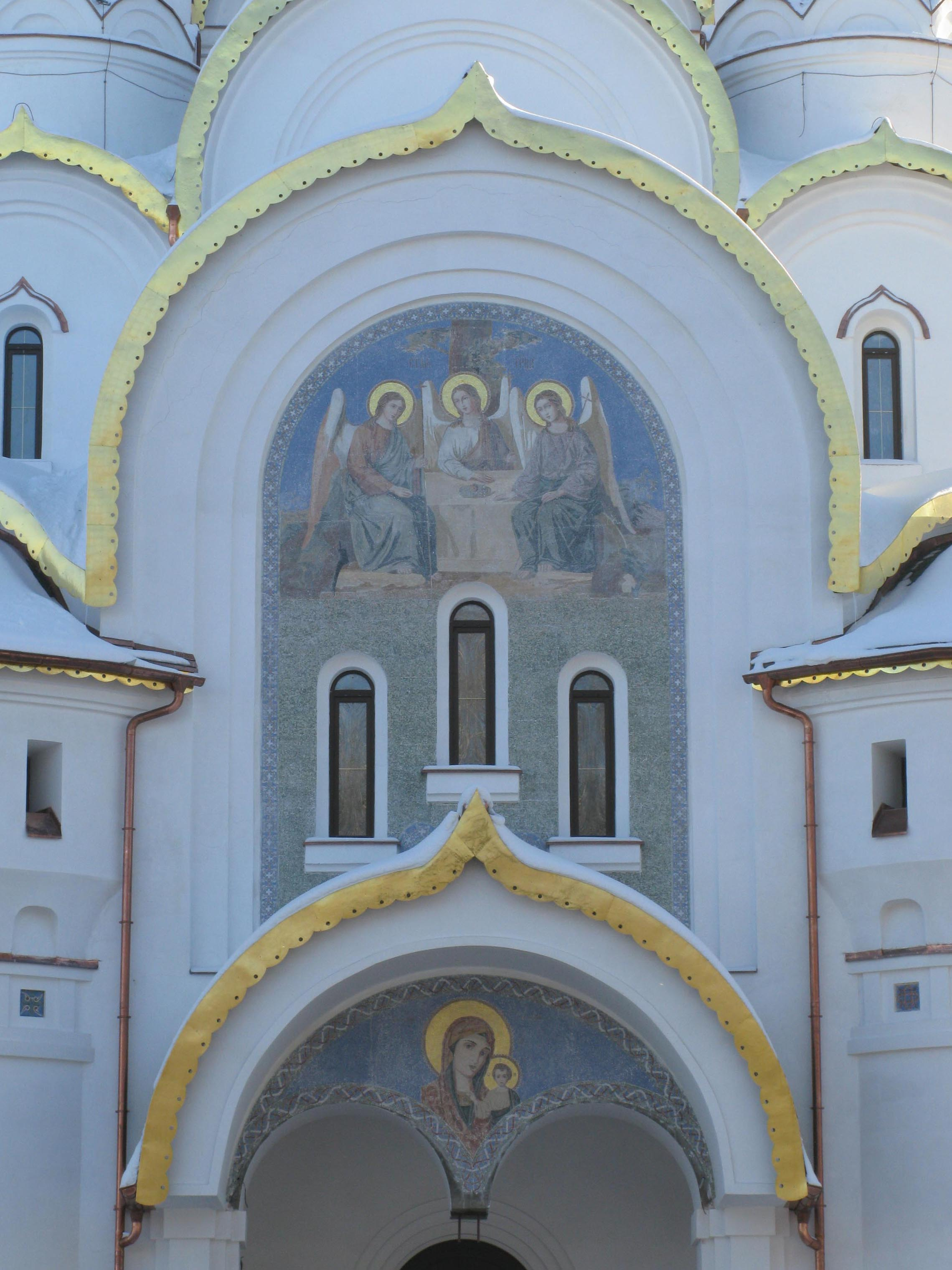
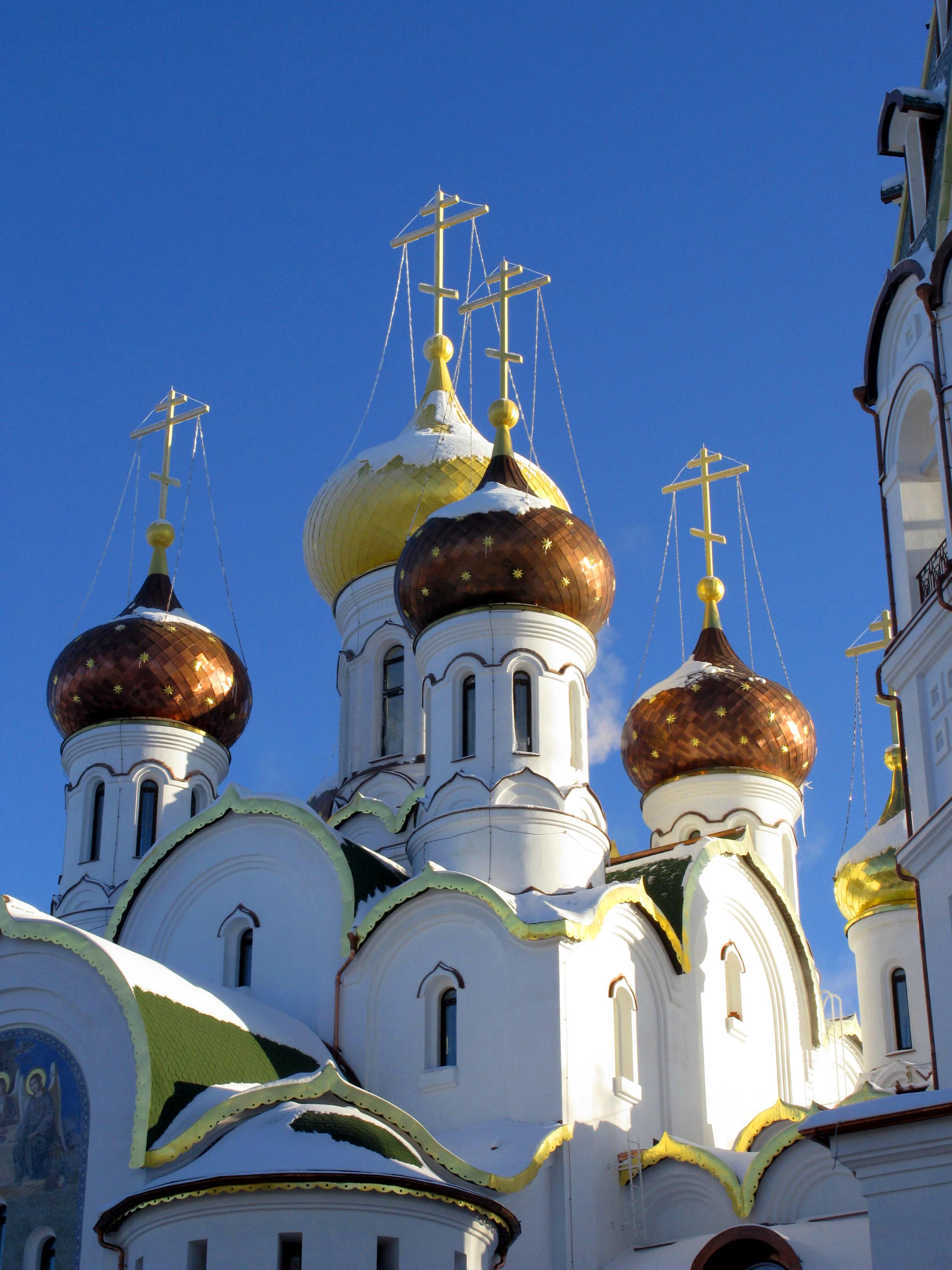
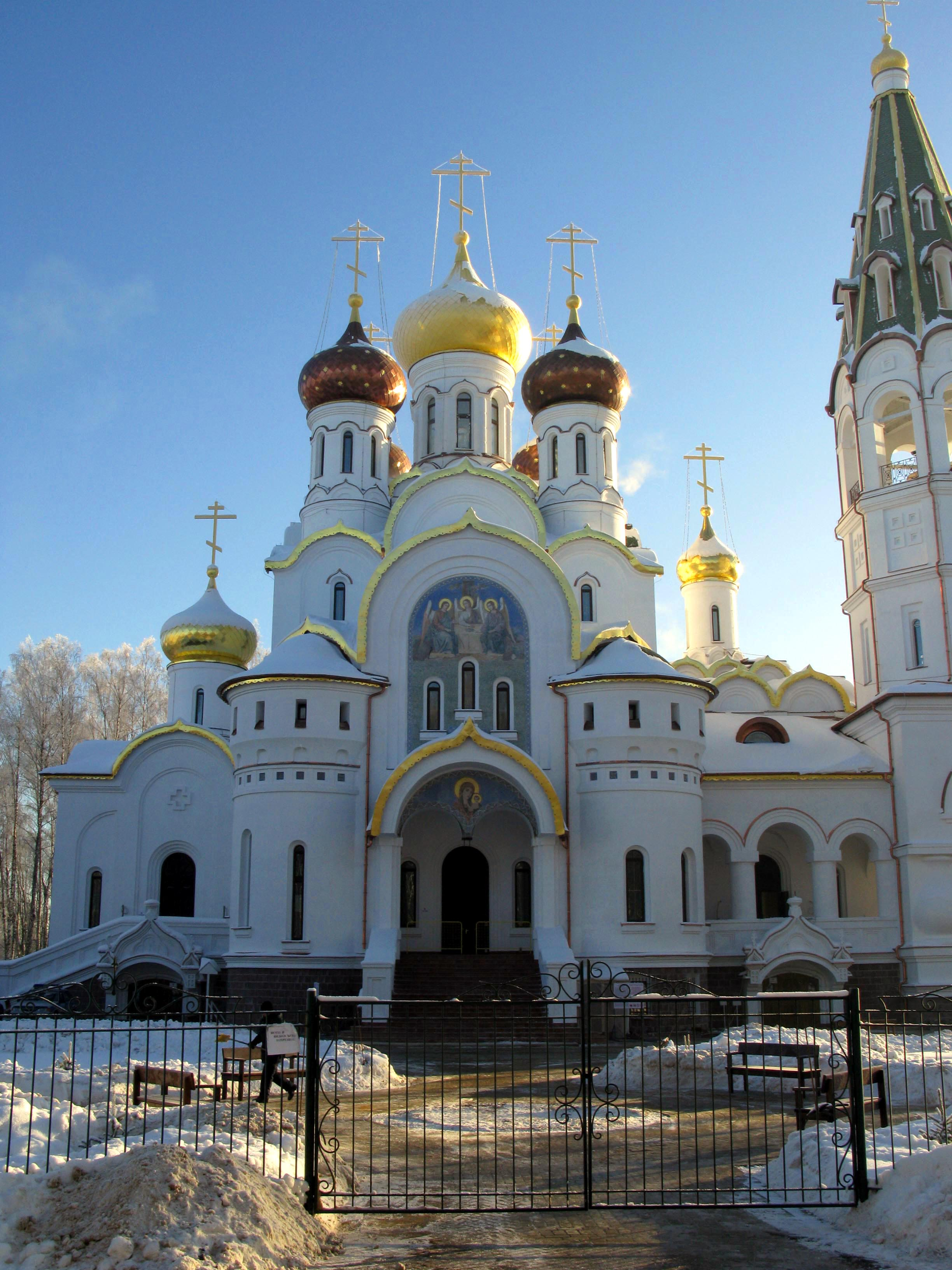